# Charlie Storwick
Melissa „Charlie“ Storwick (* 13. November 1998 in Calgary, Alberta) ist eine kanadische Singer-Songwriterin und Schauspielerin. Sie erlangte Bekanntheit als Gewinnerin der vierten Staffel der Castingshow The Next Star sowie durch ihre Rolle als Piper Gray in der Fernsehserie Die Spielzeugfabrik. Sie ist auch unter dem Pseudonym Faangs aktiv.

## Biografie
2011 nahm sie im Alter von 12 Jahren an der Castingshow The Next Star als Sängerin teil. Dort erhielt sie auch den Spitznamen Charlie, den sie seitdem als ihren Vornamen verwendet. Sie gewann schließlich die Sendung und veröffentlichte daraufhin ihre Single Good As Gone. Sie beschreibt ihre Musik als alternativ, vergleichbar mit Florence + the Machine.
Von 2014 bis 2016 spielte sie in der Jugendserie Die Spielzeugfabrik, die im Original Some Assembly Required heißt, die Rolle der Piper Gray, eine Hackerin. Dafür erhielt sie gemeinsam mit den anderen Darstellern als bestes Serienensemble einen Joey Award. Außerdem wurde sie 2015 für einen Canadian Screen Award nominiert.

## Diskografie
Singles (Auswahl)
- 2011: Good as Gone
- 2012: Glitter in the Sky
- 2012: Paper Heart
- 2020: Sicko (Felix Jaehn feat. Gashi & Faangs; AT: Gold)

## Auszeichnungen für Musikverkäufe
Anmerkung: Auszeichnungen in Ländern aus den Charttabellen bzw. Chartboxen sind in ebendiesen zu finden.
| Land/RegionAuszeichnungen für Musikverkäufe (Land/Region, Auszeichnungen, Verkäufe, Quellen) | Gold     | Platin | Verkäufe | Quellen           |
| -------------------------------------------------------------------------------------------- | -------- | ------ | -------- | ----------------- |
| Deutschland (BVMI)                                                                           | Gold1    | —      | 200.000  | musikindustrie.de |
| Österreich (IFPI)                                                                            | Gold1    | —      | 15.000   | ifpi.at           |
| Insgesamt                                                                                    | 2× Gold2 | —      |          |                   |